# Emmet Cohen
Emmet Cohen (New York, 1990. május 25. – ) amerikai dzsesszzongorista, dzsesszorgonista, zeneszerző.

## Pályakép
Hároméves korában kezdett zongorázni a Suzuki-módszer segítségével. Gyorsan sajátította el zene, a technika és a koncepció magasabb fokozatait.
Iskolái: Manhattan Music School, Miami University. Döntős volt: American Pianists Awards (2011, 2015), Thelonious Monk Nemzetközi Zongoraverseny (2011).
Generációjának egyik meghatározó alakja a zene és a rokonművészetek terén. A Down Beat dicsérte a „mind fürge billentését, mind kimért lépéseit, és meleg harmonikus hangzását is, amellyel más zenészekkel és a közönséggel kommunikál”.
Az Emmet Cohen Trio vezetője és a „Masters Legacy Series” megalkotója, nemzetközileg elismert jazzművész és zeneoktató. Cohen döntős volt a 2011-es Thelonious Monk Nemzetközi Zongoraversenyen. Fellépett többek között a Newport Jazz Festival, a Monterey Jazz Festivalon, Jeruzsálemi és Északi-tengeri dzsesszfesztiválokon, valamint a Lincoln Center Rose Hall-ban és a washingtoni Kennedy Centerben.
Emmet Cohen dolgozott Ron Carterrel, Benny Golsonnal, Jimmy Cobbal, George Colemannal, Jimmy Heath-szel, Tootie Heath-szel, Houston Personnal, Christian McBride-el, Kurt Ellinggel, Billy Harttal, Herlin Riley-vel, Lea DeLaria-val, Cyrille Aimée-vel és Bill T-vel.
Együttese: Emmet Cohen Trio, vagy/és Emmet Cohen Quartet.

## Lemezek
- In the Element (2011)
- Infinity (2013)
- Questioned Answer (2014)
- Masters Legacy Series Volume 1: Jimmy Cobb (Cellar Live, 2017)
- Masters Legacy Series Volume 2: Ron Carter (Cellar Live, 2018)
- Emmet Cohen Trio Dirty in Detroit (2018)
- Masters Legacy Series Volume 3: Benny Golson & Albert "Tootie" Heath (2019)
- Masters Legacy Series Volume 4: George Coleman (2019)
- Future Stride (2021)
- Uptown in Orbit (2022)
- Masters Legacy Series Volume 5: Houston Person (2023)
- Vibe Provider (2024)